# Kurogane Type 95
Le Type 95 fut une voiture de reconnaissance conçue et fabriquée par les établissements Tokyu Kurogane Industries (東急くろがね工業, Tōkyū Kurogane Kōgyō), une entreprise japonaise renommée pour sa contribution aux matériels militaires. Cet engin, employé durant le conflit sino-japonais ainsi que lors de la Seconde Guerre mondiale sur le théâtre d’opérations oriental, constitue une innovation singulière dans l’histoire de l’armée impériale japonaise. En effet, entre les années 1936 et 1944, environ 4 700 exemplaires furent façonnés. Il s’agit de la seule automobile de reconnaissance intégralement imaginée et fabriquée au Japon, l’armée impériale ayant coutume d’utiliser des véhicules civils adaptés à des fins militaires. Cet engin fut communément désigné sous l’appellation populaire de Yonki (よんき), terme japonais signifiant « transmission intégrale ». Cependant, sur les théâtres d’opérations, les soldats lui attribuaient fréquemment le sobriquet de « daruma », par analogie avec la figure bouddhiste éponyme, perçue comme un porte-bonheur.
Ce véhicule de tourisme figure parmi les tout premiers engins à quatre roues motrices à être fabriqué en série dans l'histoire de l'industrie mécanique, antérieurement au Laffly V15 (1937-1938), au GAZ-61 (1938) ainsi qu'à la Willys MB, communément nommée “jeep” (1941).
Le Type 95 était conçu pour loger trois individus : deux à l’avant et un à l’arrière. Son moteur à essence, un bicylindre en V à quatre temps, refroidi par air, développait une puissance de 33 ch (24 kW) à 3 300 trm/min. Cette spécificité s’avérait salutaire dans les rigueurs climatiques de la Chine septentrionale. Il était pourvu d’une transmission intégrale, laquelle recourait à une boîte de transfert actionnée par un changement de vitesse pour engager les roues antérieures. Ledit véhicule était fabriqué sans armement ni blindage, se distinguant ainsi par une simplicité fonctionnelle. Ses qualités surpassaient celles de la motocyclette Type 97, également utilisée par les forces armées japonaises, laquelle, par sa moindre aptitude au tout-terrain, restreignait la mobilité des troupes. Grâce à ses grandes roues, le Type 95 se montrait particulièrement apte à franchir les terrains accidentés, à se mouvoir dans la boue et à progresser sur la neige, conférant à ses usagers un avantage notable sur des sols difficilement praticables.

## Histoire

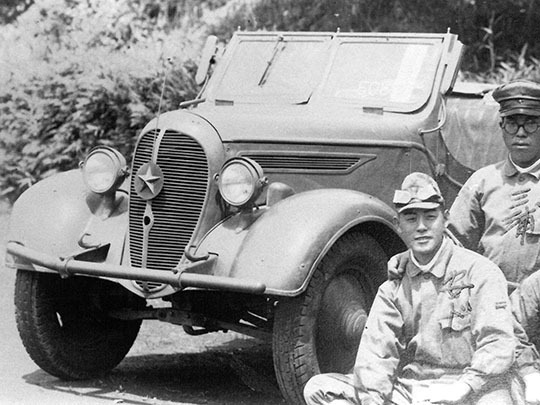
Kurogane Type 95

## Exemples existants
On en connaît entre quatre et sept exemples :
- Un prototype automobile datant de 1939 a été exhumé en 2013 des entrailles d'un atelier de réparation situé à Kyoto. 1 Ce véhicule, laissé à l'abandon, a fait l'objet d'une restauration intégrale à l'initiative de Masahiko Kobayashi. Ce projet, rendu possible grâce à un financement participatif, a nécessité une somme considérable de 13 13,24 millions de yens (soit environ 130 000 dollars américains au cours de 2016). Une fois remis en état, ce fleuron de l'industrie automobile nippone a trouvé sa place au sein d'un musée militaire japonais. 2 3 Le dévoilement de ce véhicule, dont le moteur rugissait de nouveau, a été immortalisé par les caméras de NHK World et diffusé sur son site internet[2].
- Modèle 1941 exposé au Musée de l'automobile du Japon[3].
- Vintage inconnu au Retro Auto Museum à Moscou, Russie[4].
- Modèle vintage inconnu situé dans une propriété privée en Pennsylvanie, États-Unis.
- Modèle vintage inconnu, en phase avancée de dégradation sur l'île de Babelthuap (Babeldaob) Palau (République des Palaos, Belau, Pelew)[5].